# Inhapim (ort)
Inhapim är en ort i Brasilien.   Den ligger i kommunen Inhapim och delstaten Minas Gerais, i den sydöstra delen av landet, 700 km sydost om huvudstaden Brasília. Inhapim ligger 525 meter över havet och antalet invånare är 13 593.
Terrängen runt Inhapim är kuperad åt nordost, men åt sydväst är den platt. Närmaste större samhälle är Ubaporanga, 9,7 km söder om Inhapim.
Omgivningarna runt Inhapim är huvudsakligen savann. Runt Inhapim är det ganska tätbefolkat, med 67 invånare per kvadratkilometer.